# Telmatoscopus rivularis
Telmatoscopus rivularis är en tvåvingeart som beskrevs av Quate 1962. Telmatoscopus rivularis ingår i släktet Telmatoscopus och familjen fjärilsmyggor. Inga underarter finns listade i Catalogue of Life.